# Cadeirinha
A cadeirinha é um dispositivo de segurança utilizado no interior dos automóveis e que deve ser usado por crianças. Trata-se de pequenas cadeiras que devem ser instaladas no banco de trás do automóvel, voltadas para frente. De acordo com a legislação brasileira de trânsito, o uso da cadeirinha é obrigatório para os ocupantes de 1 até 7 anos e meio de idade. Indica-se que o cinto de segurança deve passar pelos ombros e pelo quadril da criança, e não deve ficar sobre as partes mais frágeis, como barriga e pescoço.
Ao selecionar uma cadeirinha para auto, é importante considerar vários aspectos para garantir a segurança e o conforto da criança:
- Cinto de Segurança: Uma característica essencial é a presença de um cinto de segurança de cinco pontos, que oferece fixação segura em diferentes partes do corpo da criança, incluindo laterais, ombros, pernas e quadril.
- Modelos Reclináveis: Cadeirinhas reclináveis são opções vantajosas, especialmente se oferecem ajustes variados de reclinação, incluindo a posição sentada em 90 graus.
- Espaço no Veículo: A escolha da cadeirinha deve levar em conta o espaço disponível no carro. É importante que haja espaço suficiente para acomodar o dispositivo de maneira apropriada.
- Facilidade de Uso: Alguns modelos vêm com uma base de fixação que facilita a colocação e remoção da cadeirinha do veículo.
- Fabricante e Certificação: A escolha de um fabricante com boa reputação no mercado é crucial. Além disso, é importante verificar se o produto possui certificação pelo INMETRO, garantindo sua conformidade com os padrões de segurança.